# Bertil Rönnmark
Bertil Rönnmark (n. 24 decembrie 1905, Jämshög⁠(d), Comitatul Blekinge, Suedia – d. 1 aprilie 1967, Enskede-Årsta-Vantör city district⁠(d), Comitatul Stockholm, Suedia) a fost un trăgător de tir ce a reprezentat Suedia, medaliat olimpic. A participat la 2 ediții ale Jocurilor Olimpice (1932, 1936) în care a câștigat o medalie de aur.